# عبد المالك الدهامشة
عبد المالك الدهامشة (بالعبرية: עבד אל-מאלכ דהאמשה‏) بن يحيى بن عبد القادر بن عبد الكريم بن محمد بن حسن بن مصطفى بن سليم الرويعي الدهمشي (أو الدهامشة).
ولد في قرية كفركنا (قانا الجليل) في الجليل، شمال فلسطين التاريخية، وما يعرف اليوم بشمال إسرائيل في 4 آذار 1945.
سياسي فلسطيني وأحد أبرز القادة السياسيين في الحركة الإسلامية في إسرائيل، ترأس القائمة العربية الموحدة منذ انطلاقتها عام 1996 وحتى عام 2006 وخاض معها ثلاث دورات برلمانية.

## ولادته ونشأته
ولد عبد المالك الدهامشة في قرية كفر كنا في الجليل، أنهى دراسته الابتدائية فيها ثم أكمل دراسته الثانوية في مدينة الناصرة، ومن ثم انتقل لدراسة الحقوق في الجامعة العبرية في القدس. وقد أنهى دراسته الجامعية وحاز على البكالوريوس في الحقوق عام 1967.
زاول مهنة المحاماة وقد اشتهر من خلال دفاعه عن شخصيات فلسطينية بارزة في المحاكم الإسرائيلية مثل الشيخ أحمد ياسين وصلاح شحادة. وقيادات فلسطينية أخرى على أثر الانتفاضة الفلسطينية.

## الحياة السياسية
دخل المعترك السياسي بدايةً في فترة دراسته الجامعية، ومن خلال العمل الطلابي هناك، كان بين المبادرين لإقامة حركة الأرض وكان قريبا في نشاطاته من الحزب الشيوعي لكنه لم يكن عضواً فيه.
القي القبض عليه عام 1971 على أيدي الأجهزة الأمنية الإسرائيلية وحكم عليه بالسجن لمدة عشر سنوات كان منها سبع سنوات سجناً فعلياً بتهمة الانتساب والعضوية في حركة فتح. وتعتبر فترة سجنه إحدى أهم المفارق الرئيسية في حياته، حيث بدأت صحوته الإسلامية قبيل إطلاق سراحه عام 1978, وفي بداية الثمانينيات من القرن الماضي اظهر اهتماما أكبر في هذه الناحية، وتابع نشاطه السياسي والاجتماعي من خلال الحركة الإسلامية، والتي كانت في بداية نشأتها وانتشارها آن ذاك، خصوصاً في الجليل، بعد لقائه مؤسسها الشيخ عبد الله نمر درويش.

## العمل البرلماني
في عام 1996 بعيد قرار الحركة الإسلامية خوض الانتخابات البرلمانية للكنيست، في إطار القائمة العربية الموحدة، مع أحزاب عربية أخرى، انتخب عبد المالك الدهامشة ليكون رئيس القائمة العربية الموحدة وممثلاً عن الحركة الإسلامية في الكنيست. وكان من أبرز أعماله آنذاك، أن كان أول خطاب ألقاه من على منصة الكنيست باللغة العربية وداوم بالتحدث بالعربية من على منصة الكنيست طيلة فترة مكوثه فيها مرة في الأسبوع على الأقل كما وطالب وأستجيب طلبه بإقامة مسجد للصلاة داخل بناية الكنيست. كما وشغل أثناء فترة نيابته، منصب نائب رئيس الكنيست.
يعزى لعبد المالك الدهامشة إلغاء ضريبة الأملاك المفروضة في القانون الإسرائيلي، والتي عانى منها عرب الداخل كثيراً، من خلال اتفاق أبرمه آن ذاك مع رئيس الائتلاف الحكومي، مئير شطريت، الذي تضمن امتناع القائمة العربية الموحدة عن التصويت لتمرير اقتراح ميزانية الدولة في الكنيست مقابل إلغاء الضريبة.
كان من أبرز المواضيع التي أولى لها عبد المالك الدهامشة اهتماما هو موضوع الأسرى الأمنيين الفلسطينيين، خصوصاً لكونه سجيناً أمنياً سابقاً.

## لجنة أور
يعتبر من بين الأشخاص الذين تم توجيه التحذير لهم من قبل لجنة أور، وهي لجنة تحقيق رسمية ترأسها قاض في محكمة العدل العليا في إسرائيل، والتي قامت على إثر الاشتباكات - بين عرب الداخل وقوات الأمن الإسرائيلية - التي رافقت إندلاع إنتفاضة الأقصى في الفاتح من أكتوبر 2000, وقد راح ضحيتها ثلاثة عشر شهيدا من عرب الداخل، قتلوا بأيدي قوات الأمن الإسرائيلية. والتحذير من اللجنة المذكورة يتضمن أمكانية تحميله مسؤولية المساهمة بما أدى إلى الانتفاضة المذكورة. ولكن اللجنة لم تتخذ بحقه إجراءات إضافية مراعاة لحصانته البرلمانية وموقعه الجماهيري.

## وصلات خارجية
- عبد المالك دهامشة - موقع الكنيست
- عبد المالك دهامشة - المعرفة (قناة الجزيرة)
- المشهد الإسرائيلي - مقابلة مع النائب عبد المالك الدهامشة